# Томашлик
Томашлик — річка в Україні (в межах Подільського району Одеської області) й Молдові. Ліва притока річки Дністра (басейн Чорного моря).

## Опис
Довжина річки 40 км, похил річки 2,6 м/км, площа басейну водозбору 189 км². Формується декількома балками та загатами. На деяких ділянках річка пересихає.

## Розташування
Бере початок на південно-західній стороні від села Дністровець. Тече переважно на південний захід через села Римарівку та Нове Погреб'я й на південно-східній околиці села Дороцьке впадає в річку Дністер.